# Menetus sampsoni
Menetus sampsoni är en snäckart som beskrevs av César Marie Félix Ancey 1885. Menetus sampsoni ingår i släktet Menetus och familjen posthornssnäckor. IUCN kategoriserar arten globalt som otillräckligt studerad. Inga underarter finns listade i Catalogue of Life.